# Redistribution des richesses
La redistribution des richesses est un ensemble de transferts économiques entre les acteurs économiques du pays (entreprises et citoyens) organisés par les autorités politiques en fonction de leurs buts. Ceux-ci peuvent être de différents ordres, par exemple :
- réduction (ou maintien et amplification) de la stratification sociale ;
- justice sociale, de façon à réduire les écarts de richesse entre les individus ;
- cohésion sociale et paix sociale ;
- solidarité imposée, afin de financer les versements de prestation sociale ;
- lutte contre la pauvreté ;
- politique nataliste ;
- développement économique (dans une optique keynésienne) ;
- etc.

Ces mesures sont souvent d'ordre fiscal et social (prélèvements obligatoires d'un côté, prestations sociales, dégrèvement et subventions de l'autre).

## Définition
La redistribution des richesses peut se définir comme l'ensemble des opérations qui concourent au partage des richesses créées au cours d'une période donnée. La répartition des revenus résulte de la participation à la production (répartition primaire) et des opérations de redistribution (répartition secondaire). La répartition primaire des revenus correspond au partage de la valeur ajoutée.

## Formes et importance
Cette redistribution peut se faire sous formes monétaires (impôt sur la fortune, impôts sur les sociétés, taxation du capital) qui permettent le versement ou le rééquilibrage des prestations sociales (maladie, retraites, minima sociaux), ou en nature selon différentes formes : expropriations (principalement dans des sociétés anciennes ou dans des cas particuliers comme certaines redistribution des terres actuelles), nationalisations (expropriation par l'État et versement d'un dédommagement inférieur à la valeur réelle du bien).
La redistribution entre classes sociales se fait également au moyen des droits de succession.
La redistribution concerne davantage les États-providence (sans les concerner tous) que les pays les plus libéraux.

## Critiques
Le besoin d'un concept de redistribution fait à peu près consensus, ne serait-ce que — pour les plus libéraux — pour assurer un minimum d'égalité des chances au départ de la vie. Néanmoins l'ampleur et les formes optimales de cette redistribution restent sujettes à débat.
La critique économique souligne le risque de « réduire la taille du gâteau » si on néglige les intérêts de ceux qui le produisent par des redistributions trop fortes, des taux d'impôt poussant à l'expatriation fiscale de certains acteurs économiques (personnes physiques ou entreprises).
On cite aussi le risque de développer l'assistanat, des trappes à pauvreté.
Plus radicalement encore, l'analyse malthusienne soutient que l'état social dépend de lois profondes liant la croissance des ressources et celle de la population, et qu'une politique de redistribution qui de facto contribuerait à la croissance de la population va faire plus de mal que de bien.